# Grand View-on-Hudson
Grand View-on-Hudson és una població dels Estats Units a l'estat de Nova York. Segons el cens del 2000 tenia 284 habitants.

## Demografia
Segons el cens del 2000, Grand View-on-Hudson tenia 284 habitants, 132 habitatges, i 81 famílies. La densitat de població era de 645 habitants/km².
Dels 132 habitatges en un 24,2% hi vivien nens de menys de 18 anys, en un 53,8% hi vivien parelles casades, en un 7,6% dones solteres, i en un 38,6% no eren unitats familiars. En el 26,5% dels habitatges hi vivien persones soles el 13,6% de les quals corresponia a persones de 65 anys o més que vivien soles. El nombre mitjà de persones vivint en cada habitatge era de 2,15 i el nombre mitjà de persones que vivien en cada família era de 2,6.
Per edats la població es repartia de la següent manera: un 15,8% tenia menys de 18 anys, un 2,1% entre 18 i 24, un 21,5% entre 25 i 44, un 39,4% de 45 a 60 i un 21,1% 65 anys o més.
L'edat mediana era de 49 anys. Per cada 100 dones de 18 o més anys hi havia 91,2 homes.
La renda mediana per habitatge era de 130.747 $ i la renda mediana per família de 157.500 $. Els homes tenien una renda mediana de 97.269 $ mentre que les dones 77.403 $. La renda per capita de la població era de 84.707 $. Cap de les famílies i l'1,4% de la població estaven per davall del llindar de pobresa.